# Herrenchiemsee
Herrenchiemsee (cunoscută și ca Herreninsel și mai demult ca Herrenwörth) este cea mai mare insulă ca mărime din cele trei insule de pe lacul Chiemsee. Împreună cu Fraueninsel și Krautinsel, ea aparține comunei Chiemsee din Districtul Rosenheim al regiunii administrative Bavaria Superioară, cea mai mică comună comună din Bavaria. Ea are suprafața de 238 ha.

## Generalități
Insula este accesibilă pe tot parcursul anului printr-o linie de navigație a companiei Chiemsee-Schifffahrt, în principal din Gstadt și Prien, precum și parțial din alte locuri din jurul lacului Chiemsee și de pe Fraueninsel.
Timp de secole, până la Secularizarea din Bavaria din perioada 1803 - 1835, insula a fost deținută de către Mănăstirea Herrenchiemsee. Insula a fost achiziționată în 1873 de către regele Ludovic al II-lea al Bavariei pentru suma de 350.000 de florini de la un consorțiu de speculatori de lemn din Württemberg, după care el a dispus construirea aici a Castelului Herrenchiemsee. Acest lucru a dterminat renunțarea la defrișarea planificată a insulei.

## Obiective turistice
- Castelul Herrenchiemsee. Spre deosebire de Fraueninsel, care este locuită permanent de circa 300 de persoane, pe insula Herrenchiemsee locuiesc doar câțiva oameni pe tot parcursul anului, dar insula a devenit un punct de atracție turistică binecunoscut: regele bavarez Ludovic al II-lea a construit aici Castelul Herrenchiemsee, o copie a Castelului de la Versailles (fără cele 2 aripi laterale).

- Mănăstirea Herrenchiemsee. În afară de Castelul Herrenchiemsee, pe insulă se află o fostă mănăstire (Mănăstirea Herrenchiemsee) cunoscută ca Altes Schloss Herrenchiemsee. Aici a avut loc în perioada 10 - 23 august 1948 Convenția constituțională de la Herrenchiemsee pentru a elabora un proiect de constituție al RFG care urma a fi discutat de Consiliul parlamentar.

## Departamente forestiere
În jur de două treimi din insulă (cu excepția locului unde se află castelul și a părții de nord cu castelul vechi) sunt împărțite în zece departamente silvice (unsprezece cu Castelul Vechi), cu un total de 156,8 ha, ceea ce corespunde unui procent de 65,9% din suprafața insulei. Zona are un caracter de parc și cuprinde un parc de căprioare. 
| Departament | Nume          | Suprafață [ha] | Comentarii |
| ----------- | ------------- | -------------- | --- |
| 1           | Schwarzholz   | 11,4           | - |
| 2           | Sägau         | 10,2           | - |
| 3           | Randau        | 24,9           | - |
| 4           | Mooswiese     | 20,4           | - |
| 5           | Steinwand     | 14,0           | Departamentul Steinwand se întinde pe o lungime de mai bine de 1800 m din malul sudic al insului, având o lățime cuprinsă între 20 și 270 de metri. Denumirea sa provine de la țărmul foarte abrupt, în special în partea de vest, și care pare de pe lac a fi un zid înalt ce se ridică la 25 de metri deasupra malului (este cea mai mare altitudine de pe Herreninsel, 544 m). Terenul este din calcar slab stratificat ce datează din epoca Miocenului. Această piatră nu este prezentă nicăieri altundeva pe insulele de pe lacul Chiemsee. Dintr-o fostă carieră a fost extras material de construcție pentru biserica mănăstirii și pentru subsolul noului castel. |
| 6           | Mögelholz     | 29,8           | cel mai mare departament silvic |
| 7           | Garten        | 15,0           | Zona a fost anterior o pajiște cu flori și pomi fructiferi, de la care îi provine numele. Ea se întinde în centrul insulei, fiind mărginită în partea de sud de grădinile noului castel. |
| 8           | Geiwitz       | 6,6            | - |
| 9           | Leite         | 7,4            | - |
| 10          | Neptunshügel  | 11,4           | - |
| 11          | Altes Schloss | 5,7            | cel mai mic departament silvic |

## Galerie de imagini

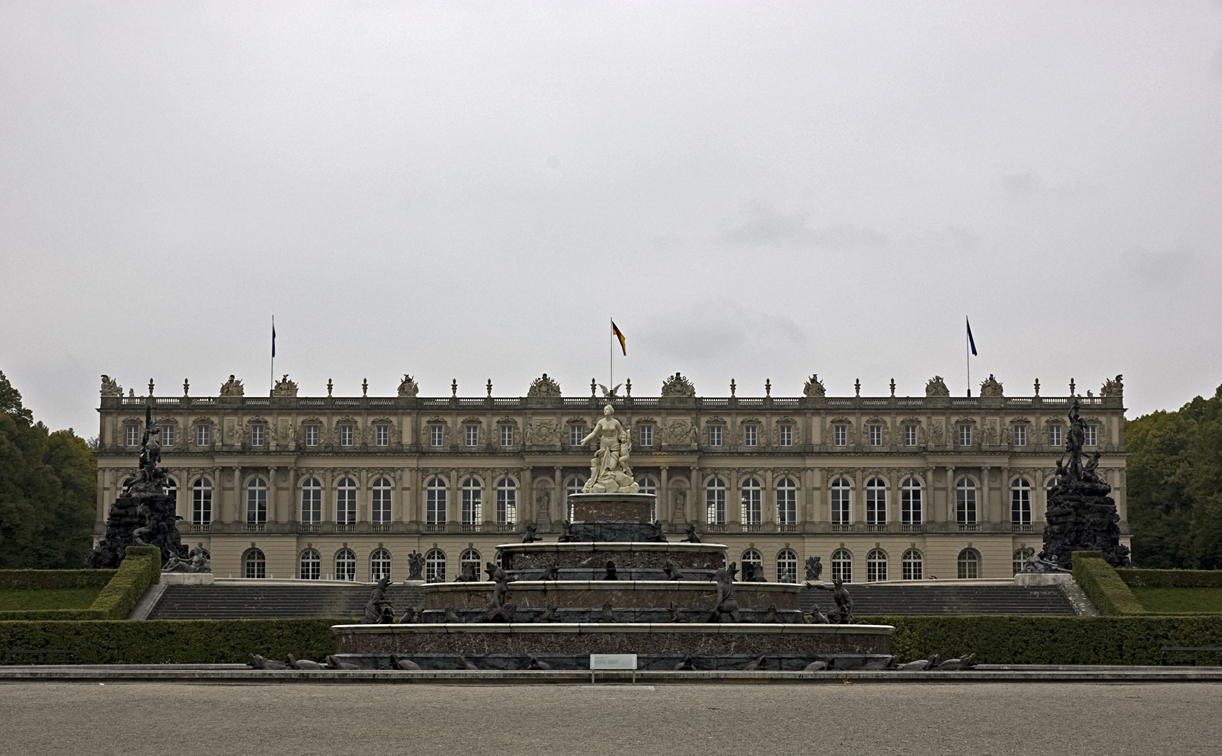
Faţada castelului Herrenchiemsee
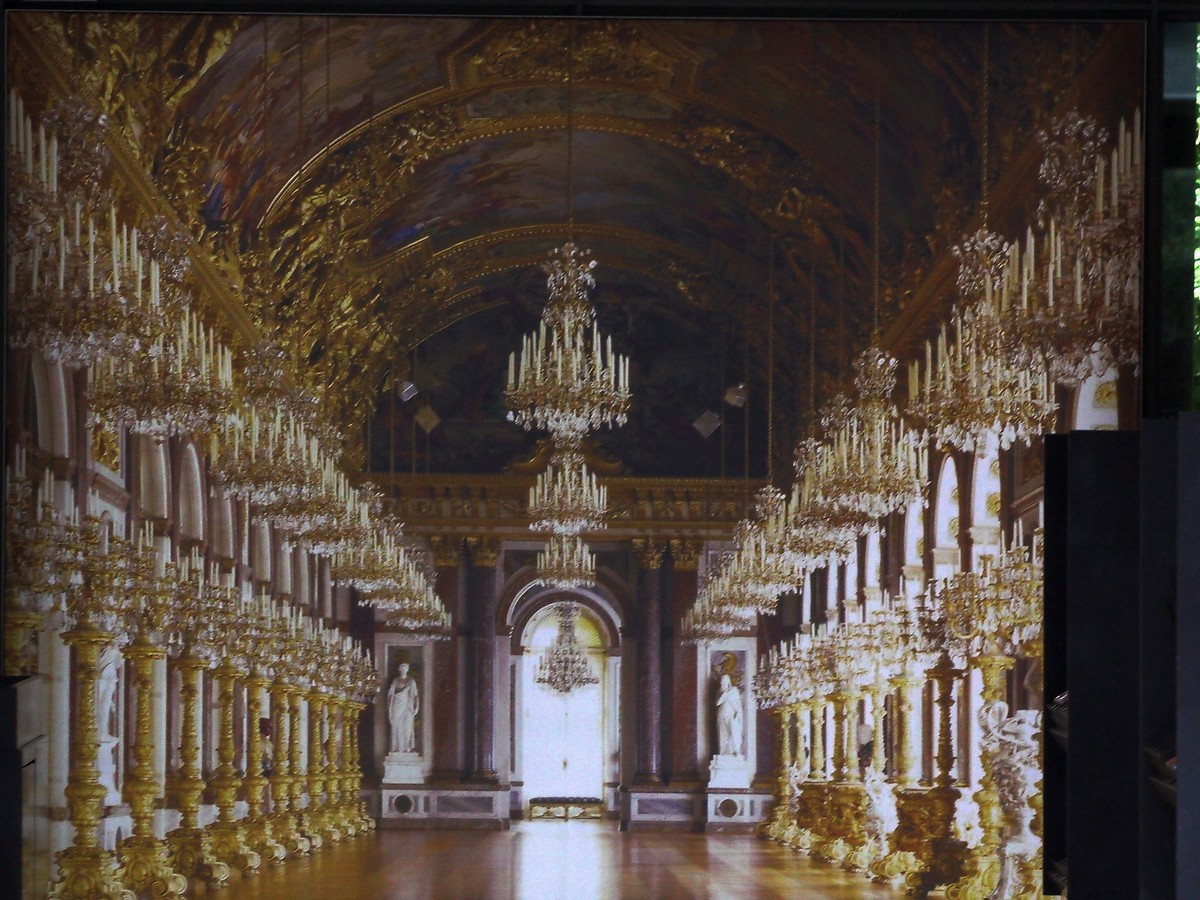
”Galeria Oglinzilor” din castelul Herrenchiemsee
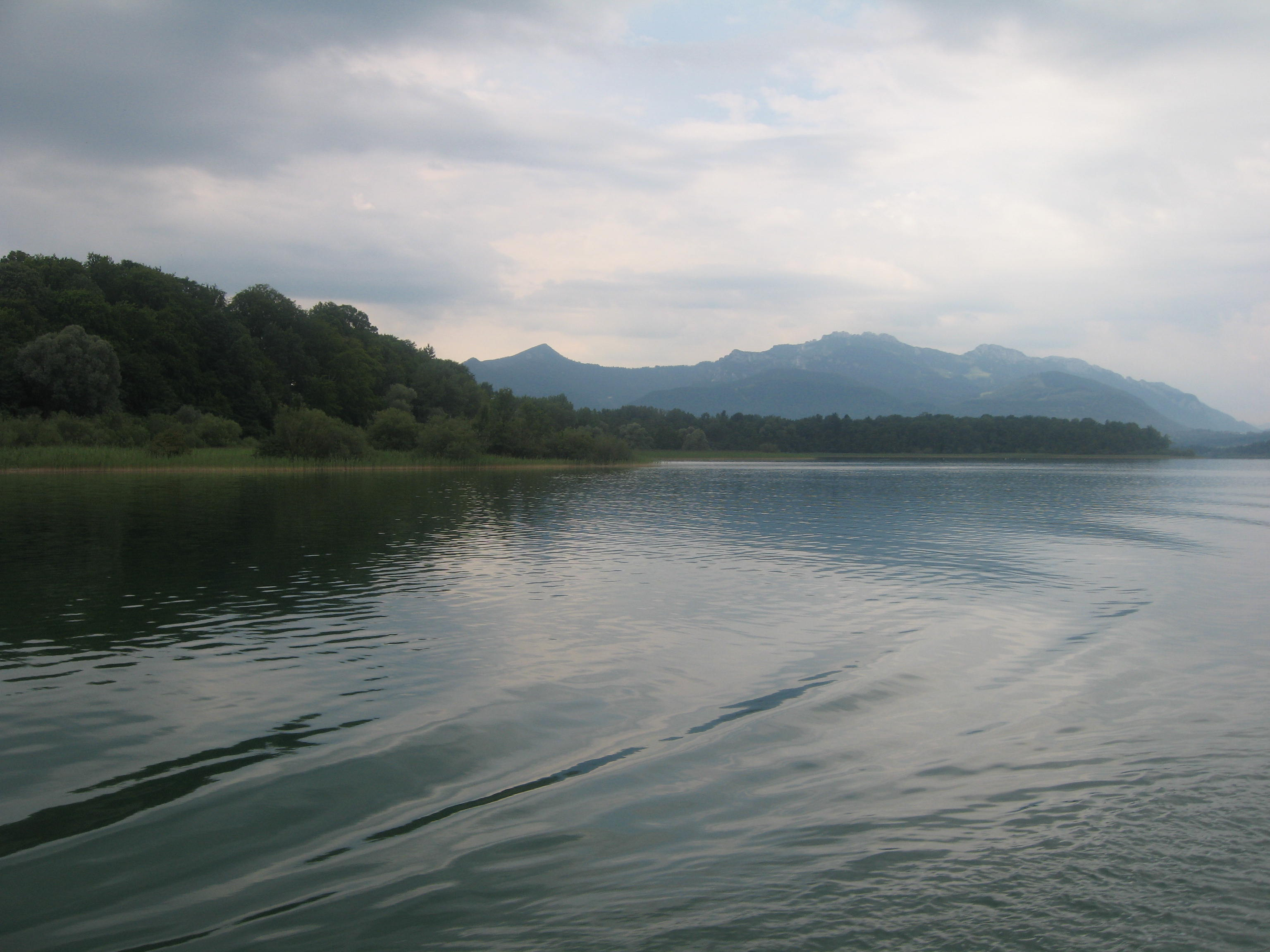
Malul sudic al insulei şi Munţii Alpi pe fundal
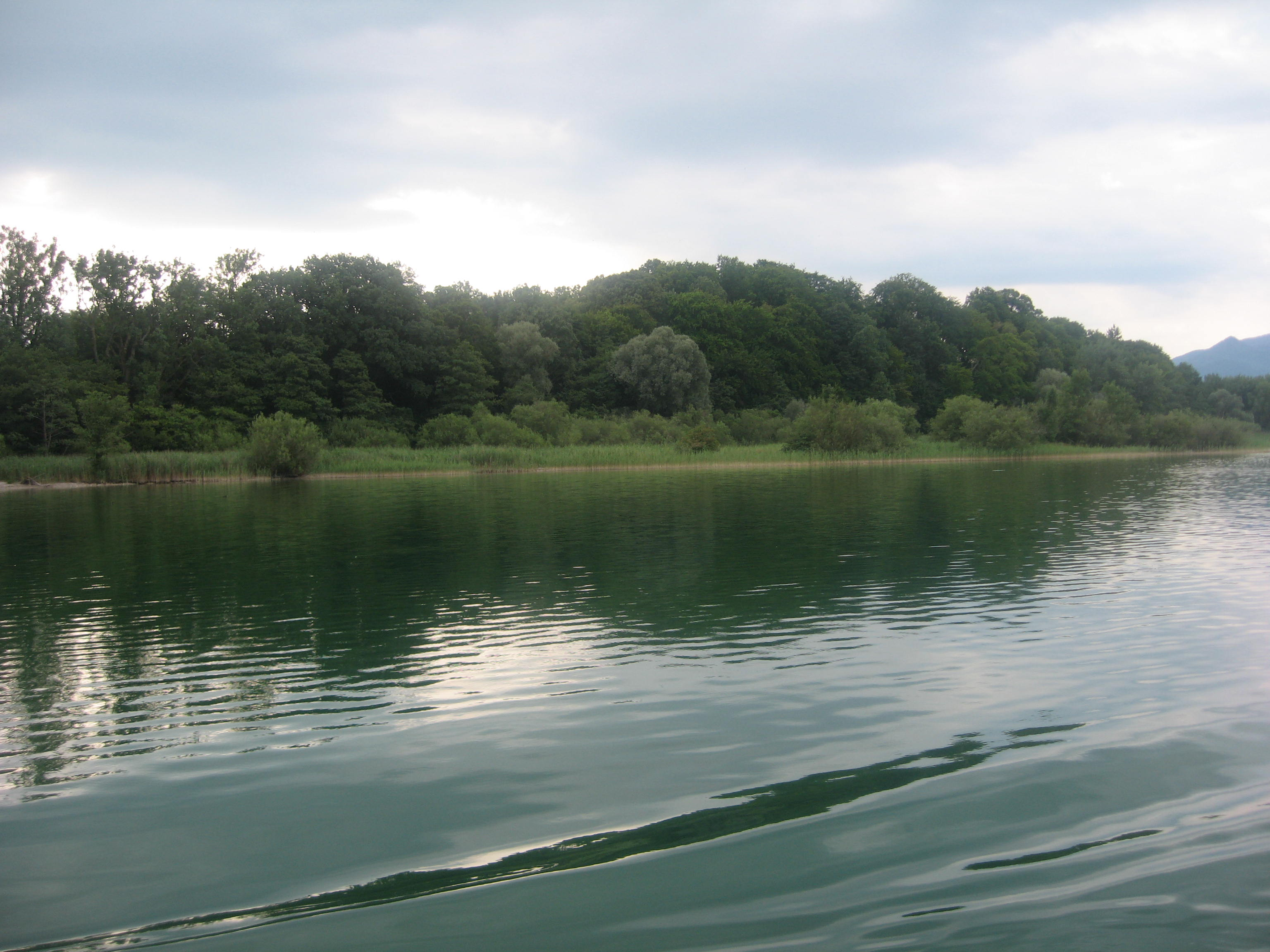
Malul sud-vestic al insulei
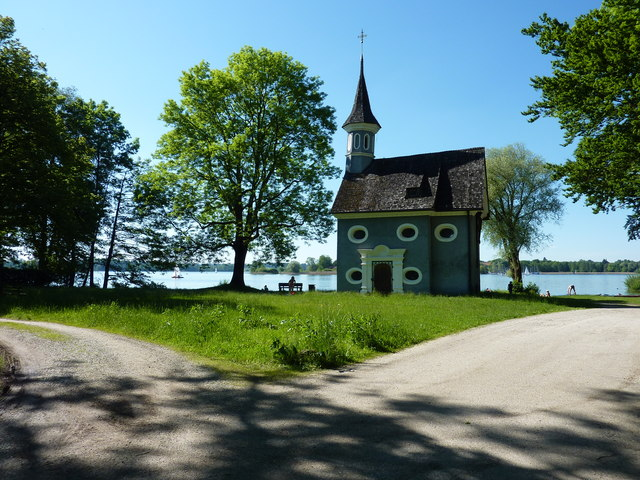
Capela "Seekapelle Heiligen Kreuz" ("Capela Sfintei Cruci")
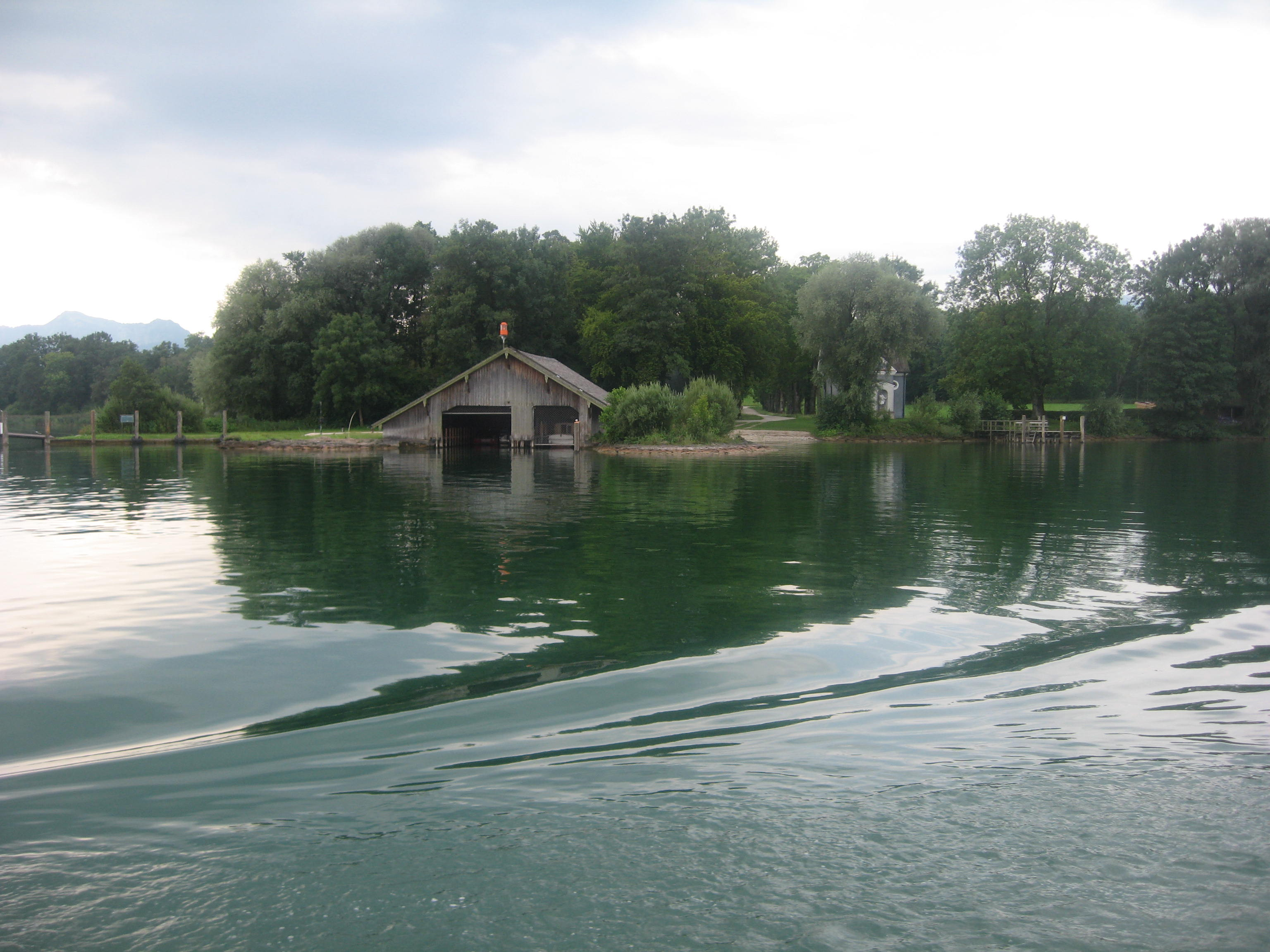
Malul nordic cu capela "Seekapelle Heiligen Kreuz"
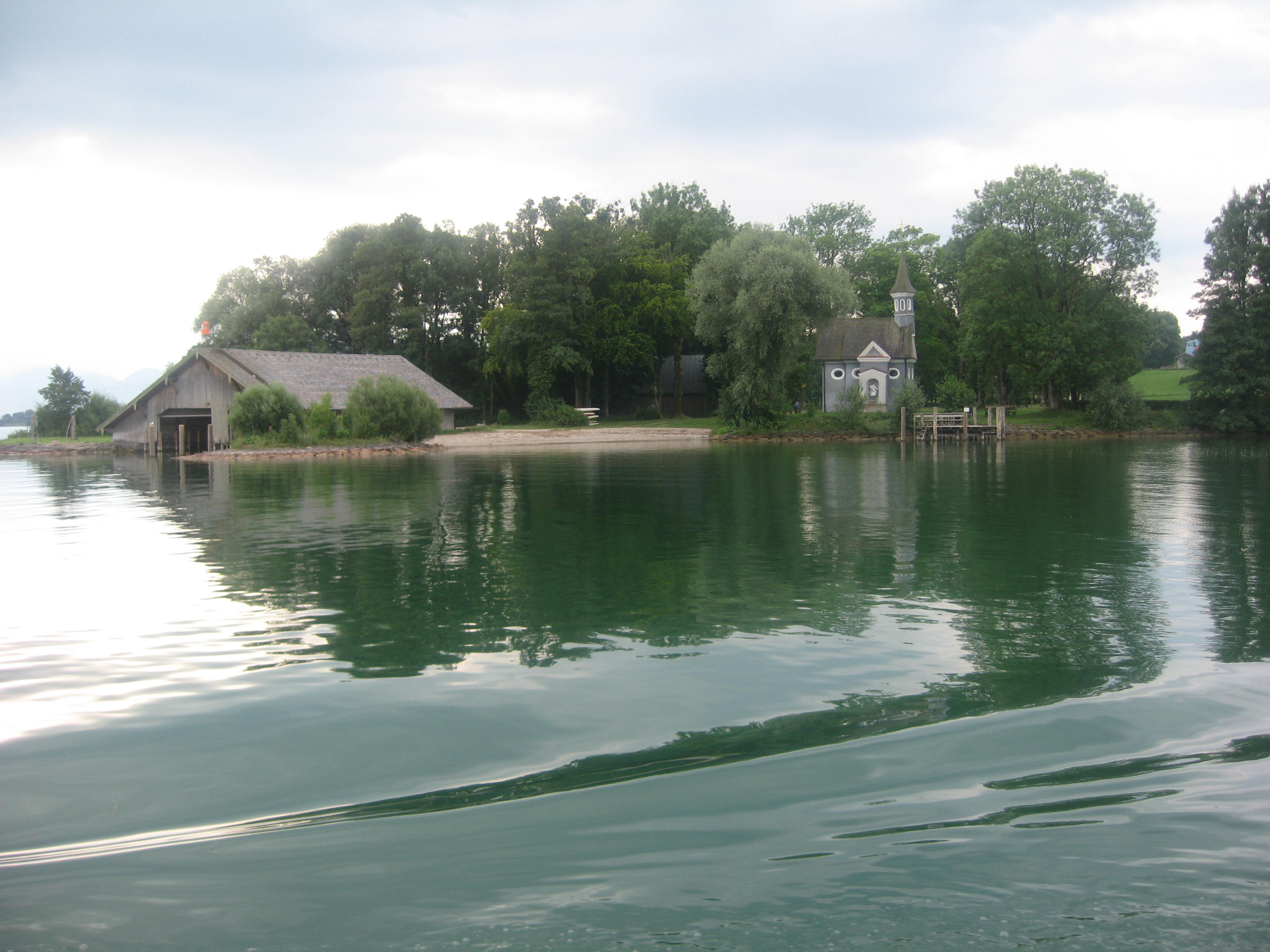
Malul nordic cu capela "Seekapelle Heiligen Kreuz"